# Felice Truffa
Felice Truffa (Candia Lomellina, 12 settembre 1872 – Candia Lomellina, 17 febbraio 1895) è stato un pittore italiano.

## Biografia
Si formò prima all'Accademia Albertina di Torino (1888), e quindi alla Scuola Libera del nudo presso l'Accademia fiorentina (1892), dove conobbe ed ebbe come maestro Giovanni Fattori, uno dei maggiori esponenti della scuola dei Macchiaioli. Ebbe fraterni rapporti di amicizia e collaborazione con molti pittori contemporanei quali il casalese Angelo Morbelli, l'alessandrino Giuseppe Pellizza da Volpedo, che conobbe a Firenze, e il milanese Arturo Tosi dai quali era considerato pittore valente, nonostante frequentasse ancora l'Accademia. 
Nel 1894 era iscritto alla II Esposizione Triennale di Belle Arti di Milano, ma non compare nel catalogo, probabilmente per l'aggravarsi della malattia (si pensa malaria) contratta a Cecina in Maremma dove si era recato a dipingere nel 1893, nonostante gli insistenti consigli di amici e parenti. Gli amici pittori gli saranno vicino nei mesi di malattia e Pelizza gli farà anche visita a Candia il 6 novembre 1894.
La morte precoce gli impedì di raggiungere quella celebrità alla quale era destinato: morì infatti il 17 febbraio 1895 a ventitré anni.

## Opere
- Lo scalone del Bargello Firenze 1891
- L'ultimo bacio (1892) esposto alla Mostra Italo-Americana in occasione del IV Centenario Colombiano a Genova
- Gloria di San Michele (1892) Parrocchiale di Olevano di Lomellina
- Pala nella parrocchiale di Candia Lomellina